# Nothocremastus nigritulus
Nothocremastus nigritulus là một loài tò vò trong họ Ichneumonidae.